# 国鉄レサ10000系貨車

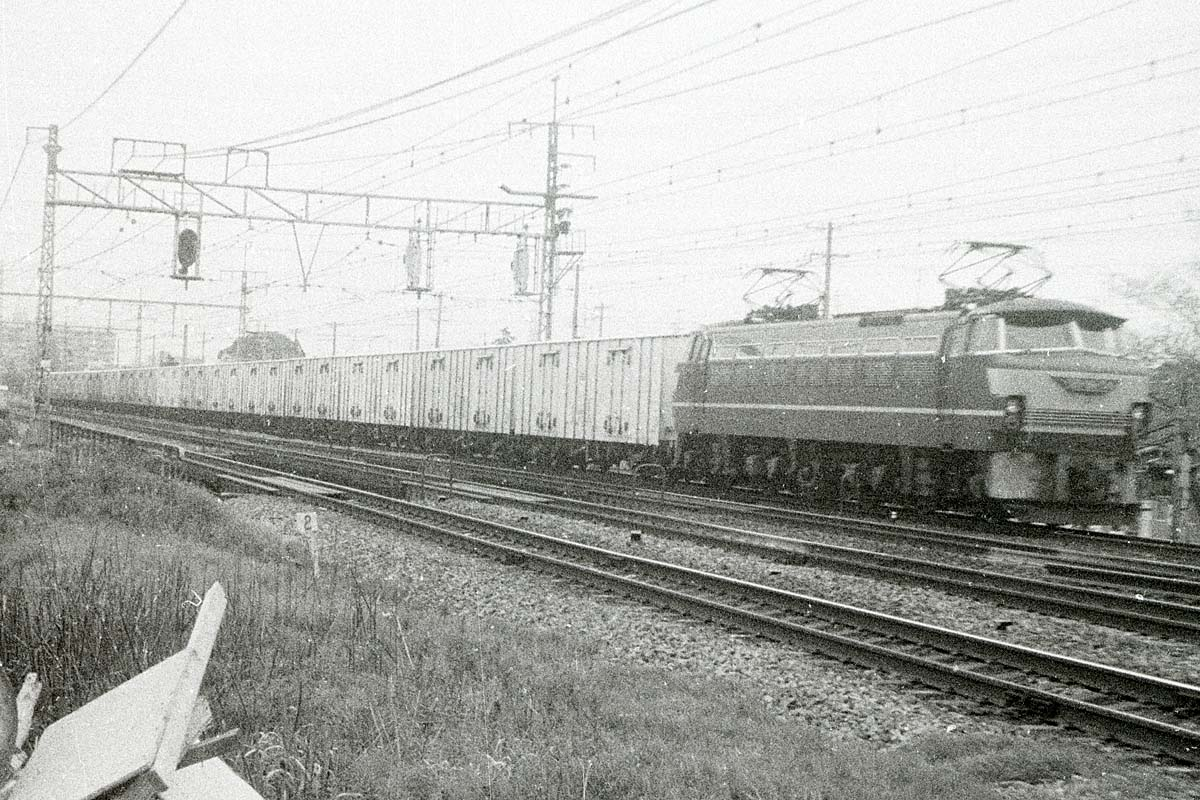
レサ10000系で組成された鮮魚列車「とびうお」

国鉄レサ10000系貨車（こくてつレサ10000けいかしゃ）は、1966年（昭和41年）と1969年（昭和44年）に合計137両が新造されたレサ10000形と、1966年（昭和41年）に11両が新造されたレムフ10000形の両形式からなる、日本国有鉄道（国鉄）の冷蔵車である。

## 概要
昭和40年代に入ると、高速道路網の整備に伴いそれまで国鉄の冷蔵車が担ってきた鮮魚輸送にも機動性に優れたトラックの進出が著しくなり、長崎 - 東京市場間のような長距離輸送分野でもトラックに荷を奪われるようになってきた。そこで国鉄は高速走行が可能な冷蔵車を開発してシェアの低下を食い止めようと計画した。そのために登場したのがレサ10000形、レムフ10000形である。

## 構造
レサ10000形・レムフ10000形は、共に国鉄10000系貨車の一部として、ワキ10000形・コキ10000形などとともに最高速度 100 km/hでの走行が可能な貨車として登場した。ワキ10000形の試作を元にほぼ同じ仕様で登場している。共通の仕様としては、空気ばね台車のTR203形を備え、応答性に優れる電磁自動空気ブレーキの採用で運転最高速度を100 km/hまで高め、応荷重装置の装備で積み荷の重量に関わらず所定の距離で減速・停止ができるようになっている。また、増解結や高速貨物専用機関車との解結時に、ブレーキ管・元空気ダメ管の接続・切り離しが同時に行える密着自動連結器を使用している。

## 形式別概説

### レサ10000形
1966年（昭和41年）に124両、その後1969年（昭和44年）に13両の増備があり、合計137両（レサ10000 - レサ10136）が三菱重工業・日立製作所で製造された。
全長13,700 mm、全幅2,777 mm、全高3,656 mm、荷重24 tで、車体はほぼレム5000形に沿ったものを使っているが、車体に青帯が巻かれる事はなく白一色であった。車体中間に間仕切り壁を設け、それぞれ12 tずつ積める部屋を作り、それぞれに入口幅1,550 mmの扉を備えている構造である。断熱材は120 mm厚のガラス綿である。前後に2つの部屋を設けているため、片方の部屋にだけ貨物を搭載した時でもブレーキ性能に問題がないよう、それぞれの台車で個々に応荷重制御ができるようになっている。また、室内にはドライアイスを搭載できる棚や、荷扱い時に外部電源で点灯できる天井灯（1室2個）が設置されている。

### レムフ10000形
1966年（昭和41年）に11両（レムフ10000 - レムフ10010）が日立製作所で製造された。
高速貨物列車では最高運転速度の低い従来の二軸車掌車を連結することができないため、車体の一端に車掌室を設けた緩急車が製造された。冷蔵車でもそれにならってレムフ10000形が設計されたが、全長をレサ10000形と揃えたため荷室の容積は減り、前後室の荷重が8 tずつの16 tになっただけで、構造的には全くレサ10000形と変わりがない。車掌室は、コキフ10000形で使われているものと全く同一構造で、台枠にボルトで固定されている。車掌室内には便所の装備もあり、外部は車掌室部分のみ青15号で塗装されている。車掌室側が必ず最後尾になるわけではないことから、車掌室の無い側にもテールランプが設置されている。

## 運用の変遷

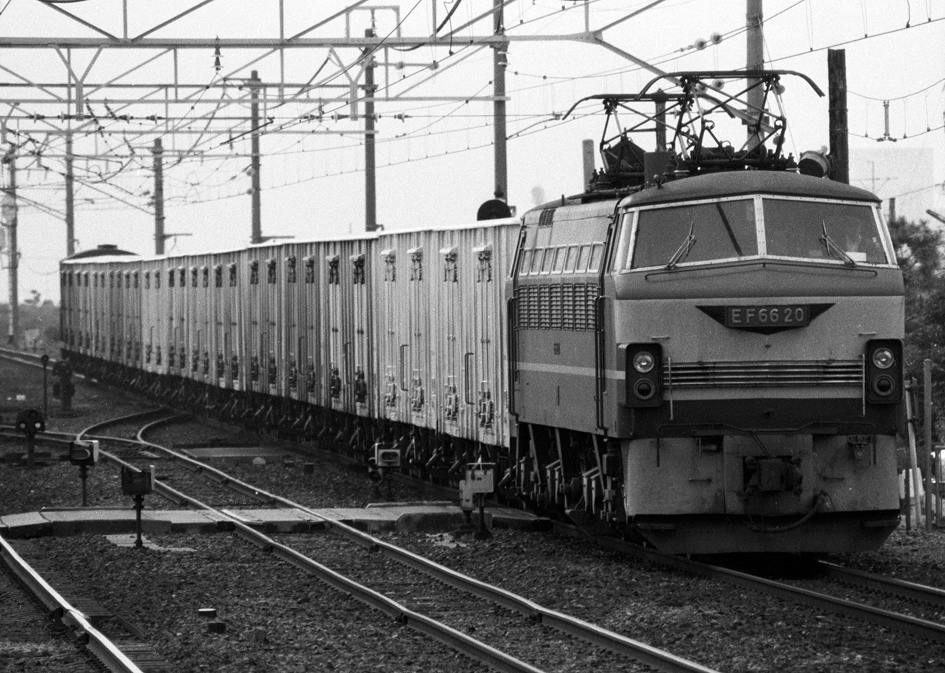
EF66 20けん引レサ10000系貨物列車（1985年、庭瀬駅）

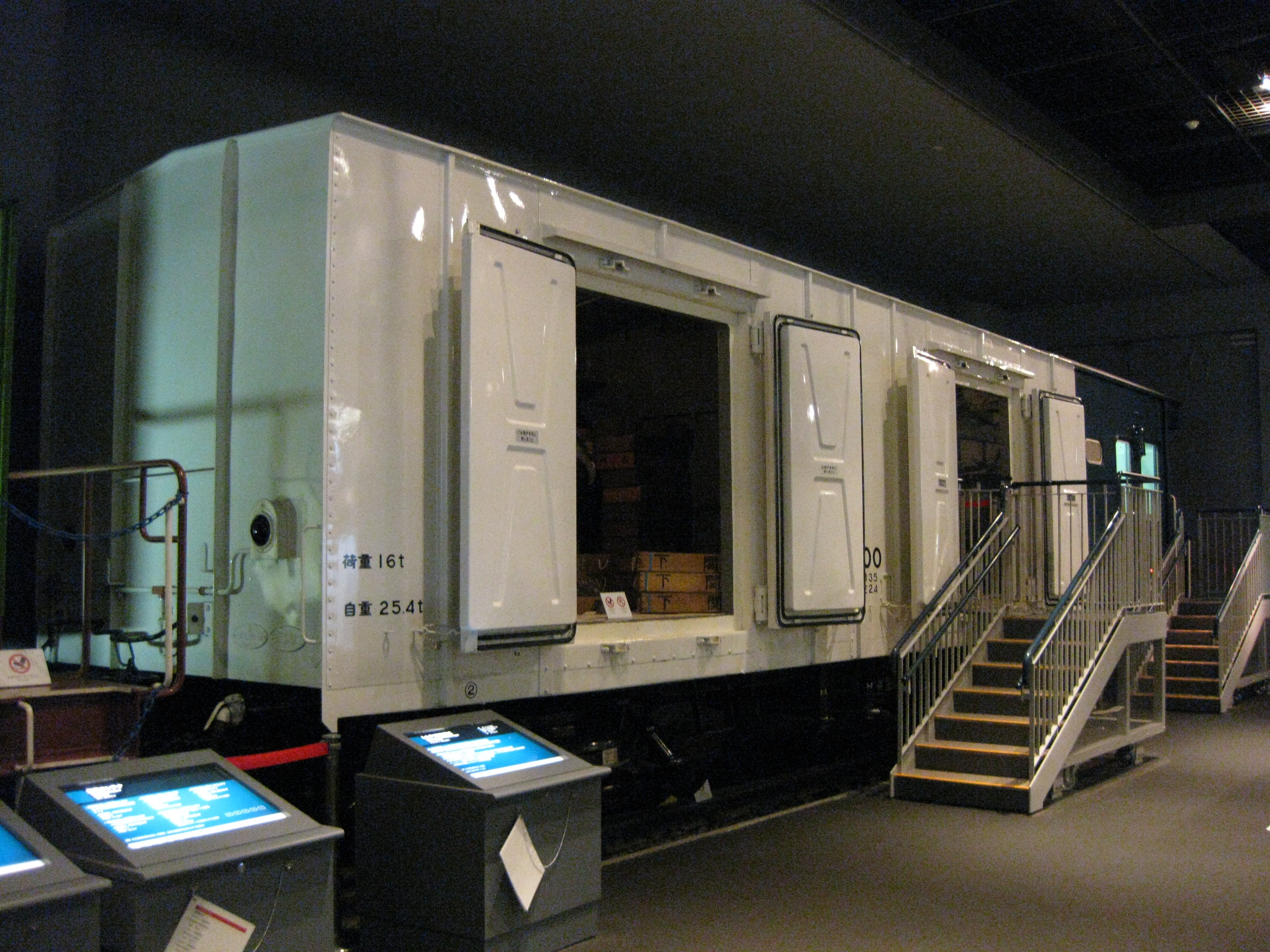
鉄道博物館に保存されているレムフ10000形

両形式とも貨車としては特別な、客車と同じような運用・検査体制が組まれていた。香椎貨車区が検査を担当し、全車両とも香椎駅常備となっていた。
両形式は、100 km/hで走行する特急鮮魚貨物列車に専用に運用された。1966年（昭和41年）10月より、幡生 - 東京市場間に「とびうお」、博多港 - 大阪市場間に「ぎんりん」の愛称で運転を開始した。長崎、西唐津、博多港、上戸畑、下関といった各地から貨車が集まり鮮魚貨物列車として組成されて運行された。従来の鮮魚貨車では長崎 - 東京市場間で42時間30分を要し出荷後4日目のセリになっていたのが、これらの列車の運行開始により27時間に短縮され、出荷後3日目のセリに間に合うようになった。これにより、他の国鉄冷蔵車が急速に衰退していく中で、これらの特急鮮魚貨物列車については一応の実績を上げている。
当初は瀬野八の急勾配のため、「とびうお」は13両で下関を出発し、前日に送っておいた7両を姫路で連結して20両編成となって東京へ向かっていた。しかしヨンサントオ（昭和43年10月ダイヤ改正）でEF66形が投入されて下関から20両で運転されるようになった。「ぎんりん」についても12両編成だったものを18両編成に増強している。1971年（昭和46年）7月には、北九州からの荷の少ない夏期を利用して山陰の夏イカ輸送が計画されて、境港発伯備線経由でのレサ10000形4両の貨物列車の運転も行われた。この列車は岡山操で「とびうお」に連結されて運転されていた。しかしあまり輸送実績が振るわずにまもなく廃止されている。
この他に、レサ10000形を使用して釧路 - 東京市場間（12両編成31時間運転）、鹿児島 - 芝浦間に枝肉輸送列車（33時間運転）を計画していたが、長距離の空車回送の効率が問題となって、コンテナ輸送になった。また、東北から東京への鮮魚輸送を行っていた「東鱗1号」での冷蔵車不足に対応するために一部のレサ10000形が八戸駅臨時常備の扱いで転属となっている。
高い運用効率で走行距離が長いレサ10000形は傷みが速く、1980年（昭和55年）からは整備改造工事が若松車両センターで進められた。しかし鮮魚貨物列車の運行中止をにらんで全ての車両には施行されずに終わった。
1980年代（昭和50年代後半）に入ると、トラックへの移行がさらに進み、特急鮮魚貨物列車であっても編成両数が減少してきた。国鉄合理化の動きもあり、各地の卸売市場に隣接した貨物取り扱い駅（市場駅）の閉鎖と共に、鮮魚貨物列車のコンテナ化が進められた。最終的に1986年（昭和61年）3月に、最後に残った「とびうお」号がコンテナ化されて消滅した。
レサ10000形は即座に運用を離脱、レムフ10000形については鮮魚コンテナ列車の緩急車として
1986年（昭和61年）11月1日国鉄ダイヤ改正まで使用が続けられたが、両形式とも同年度中に廃車され、形式消滅となった。レサ10117とレムフ10000（トップナンバー）が東小倉駅に保存され、その後日本貨物鉄道（JR貨物）からレムフ10000が鉄道博物館に寄贈され、収蔵されている。